# Бэрри, Барбара
Барбара Бэрри (англ. Barbara Barrie, род. 23 мая 1931) — американская актриса и детская писательница.

## Биография
Родилась под именем Барбара Энн Берман в Чикаго, в еврейской семье. В 1952 году окончила Техасский университет в Остине со степенью бакалавра. В 1955 году она дебютировала на театральной сцене и на телевидении. В 1964 году за роль в фильме «Раз — картошка, два — картошка» Бэрри была удостоена приза за лучшую женскую роль на Каннском кинофестивале. За роль в фильме «Уходя в отрыв» в 1979 году актриса была номинирована на премию «Оскар», а спустя год успешно исполнила роль Харриет Бенджамин в фильме «Рядовой Бенджамин». С 1996 по 2000 год Бэрри играла бабушку героини Брук Шилдс в ситкоме «Непредсказуемая Сьюзан».
В 1964 году актриса вышла замуж за Джея Харника, от которого родила двоих детей. Их брак продлился до его смерти в 2007 году. У Бэрри был диагностирован рак прямой кишки, который ей удалось успешно вылечить. Актриса является автором двух романов для подростков — «Lone Star» (1989) и «Adam Zigzag» (1995). Барбара Бэрри упоминается в песне Кристин Лавин «The Moment Slipped Away».

## Награды
- Каннский кинофестиваль 1964 — «Лучшая актриса» («Раз — картошка, два — картошка»)